# Lorrainosaurus

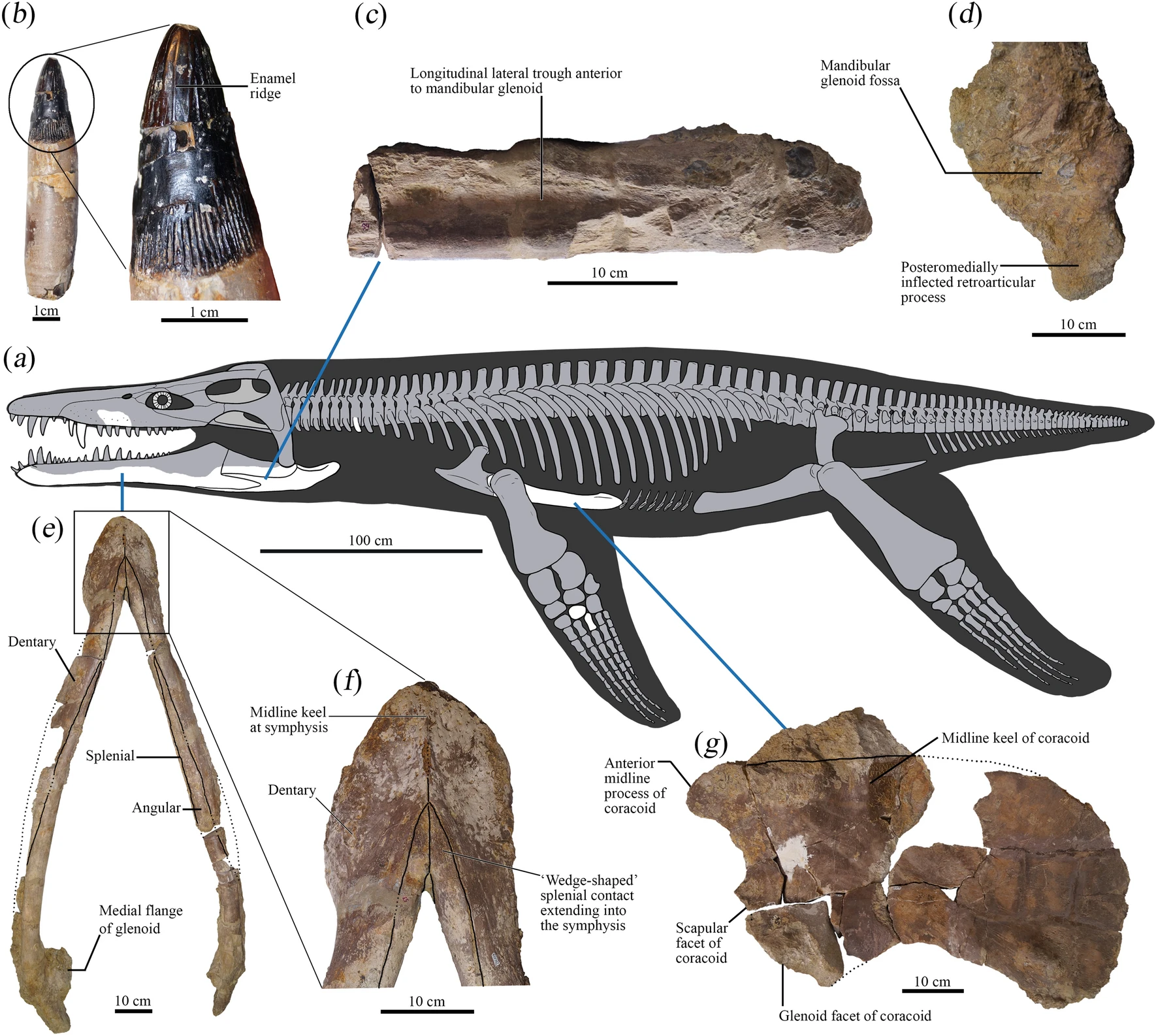
Diagram en beenderen van het holotype

Lorrainosaurus keileni is een lid van de Plesiosauria dat tijdens de middelste Jura leefde in het gebied van het huidige Frankrijk.

## Vondst en naamgeving
Mei 1983 vonden amateurpaleontologen van de Association minéralogique et paléontologique d'Hayange et des environs een plesiosauriërskelet bij Montois-la-Montagne ofwel Montingen bij werkzaamheden langs de weg naar Sainte-Marie-aux-Chênes op het zuidelijke talud. Het exemplaar werd ondergebracht in het Musée national d'histoire naturelle van Luxemburg.
In 1994 benoemde Pascal Godefroit het fossiel als een nieuwe soort van Simolestes: Simolestes keileni. De soortaanduiding eert Jean-Pierre Keilen, de oud-voorzitter van de AMPHE. In 2001 betwijfelde Leslie Francis Noè in een dissertatie dat de soort bij Simolestes ingedeeld moest worden. In 2021 begon Sven Sachs het exemplaar intensief te bestuderen. Hij besloot een nieuw geslacht te gaan benoemen.
In 2023 benoemden Sven Sachs, Daniel Madzia, Ben Thuy en Benjamin P. Kear de combinatio nova Lorrainosaurus keileni. De geslachtsnaam verwijst naar Lotharingen, Lorraine in het Frans. De typesoort is het oorspronkelijke Simolestes keileni. De geslachtsnaam verwijst naar Lotharingen, Lorraine in het Frans. De soortaanduiding eert Keilen.
Het holotype, MNHNL BU159, is gevonden in een laag van de Marnes de Gravelottes die dateert uit het late Bajocien. Het bestaat uit een gedeeltelijk skelet met schedel. Bewaard zijn gebleven: vier tanden, een stuk bovenkaaksbeen, de onderkaken, een linkernekrib, ribben, buikribben, het linkerravenbeksbeen, een handbeen en een vingerkootje.

## Beschrijving

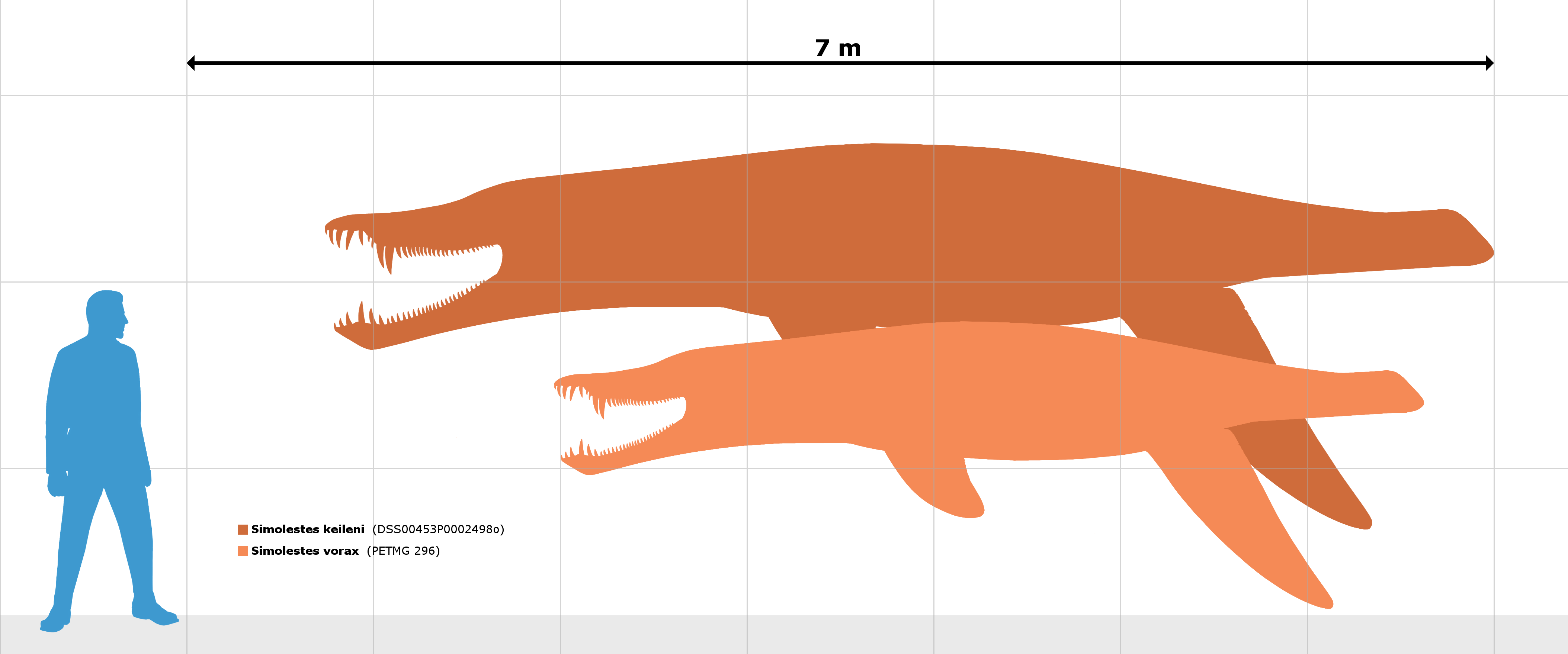
Lorrainosaurus vergeleken met Simolestes

De lichaamslengte van Lorrainosaurus is geschat op 466 centimeter. Dat kan worden afgeleid uit de onderkaaklengte van 133 centimeter.
In 2023 werd een aantal onderscheidende kenmerken vastgesteld. Eén daar van is een autapomorfie, een unieke afgeleide eigenschap. Het raakvlak tussen het spleniale en de symfyse van de onderkaken is overdwars breed en wigvormig, naar voren reikend tot het niveau van de vierde tandkas.
Daarnaast is er een unieke combinatie van op zich niet unieke kenmerken. Het zijwaarts verbrede en achteraan ingesnoerde spatelvormige deel van de symfyse van de onderkaken draagt vijf tot zes tanden. Vóór de groeve van het onderkaaksgewricht bevindt zich een trog op de zijkant van de onderkaak. Het retroarticulair uitsteeksel, de hefboom die de muil opent, is korter dan de groeve van het onderkaaksgewricht. Het retroarticulair uitsteeksel heeft een verticale as die hoog is en schuin naar achteren en beneden gericht terwijl de horizontale as overdwars licht schuin naar achteren en binnen helt. De ravenbeksbeenderen staan overdwars ver uit elkaar. De achterste buitenhoek, of hoorn, van het ravenbeksbeen steekt voorbij het schoudergewricht.

## Fylogenie
Lorrainosaurus is in de Pliosauridae geplaatst. Daarbinnen zou hij in de Brachaucheninae staan, wellicht als nauwe verwant van specimen PIMUZ A/1110521.

## Levenswijze
De lange kaken, grote kop en kegelvormige tanden wijzen erop dat Lorrainosaurus joeg op grote prooien die met een snelle beet verwond werden.